# Östra Lillträsket
Östra Lillträsket är en sjö i Skellefteå kommun i Västerbotten och ingår i Kågeälvens huvudavrinningsområde. Sjön har en area på 0,172 kvadratkilometer och ligger 98,1 meter över havet.

## Delavrinningsområde
Östra Lillträsket ingår i det delavrinningsområde (720239-173638) som SMHI kallar för Mynnar i Kågeälven. Medelhöjden är 100 meter över havet och ytan är 31,46 kvadratkilometer. Det finns inga avrinningsområden uppströms utan avrinningsområdet är högsta punkten. Djupbäcken som avvattnar avrinningsområdet har biflödesordning 2, vilket innebär att vattnet flödar genom totalt 2 vattendrag innan det når havet efter 4,7 kilometer. Avrinningsområdet består mestadels av skog (80 procent). Avrinningsområdet har 0,47 kvadratkilometer vattenytor vilket ger det en sjöprocent på 1,5 procent.